# 安杰伊·罗耶夫斯基
安杰伊·罗耶夫斯基（波蘭語：Andrzej Rojewski，1985年8月20日—），生于韦伊海罗沃，波兰男子手球运动员。他曾代表波兰国家队参加2015年世界男子手球锦标赛，获得一枚铜牌。